# قله آگاتلا
قله آگاتلا (ناواهو: Aghaałą́) قله ای در جنوب دره مانیومنت در آریزونا واقع شده‌است که بیش از ۱۵۰۰ فوت (۴۵۷ متر) بالاتر از زمین‌های اطرافش می‌باشد. این قله در۷ مایلی (۱۱ کیلومتر) شمال کاینتا قراردارد و از شاهراه ۱۶۳ ایالات متحده قابل مشاهده است. نام انگلیسی آگاتلا از نام محلی (ناواهو) آگاتا به معنای «پشم بسیار» مشتق شده‌است که ظاهراً بخاطر پوست‌های مودار بزکوهی و گوزن که در میان صخره‌ها جمع شده‌است گرفته شده‌است. این قله توسط بومیان ناواهو مقدس است.
قله آگاتلا یک فرسایش درپوش آتشفشانی است که شامل صخره‌های تیز و زاویه‌دار آذرین است که توسط آب گذری از یک سنگ آتشفشانی به نام مینیت شکافته شده‌است. این یکی از بسیاری گدازه‌های قیف‌دالانه آتشفشانی است که در ناواهو در شمال شرقی آریزونا و شمال غربی نیومکزیکو یافت می‌شود که قله آگاتلا در آریزونا و شیپروک در نیومکزیکو برجسته‌ترین آنها هستند. این سنگ‌ها بخشی از میدان آتشفشانی ناواهو در جنوب فلات کلرادو هستند. عمر این مینت‌ها و سنگ‌های خوشه ای آذرین نزدیک به ۲۵ میلیون سال است.

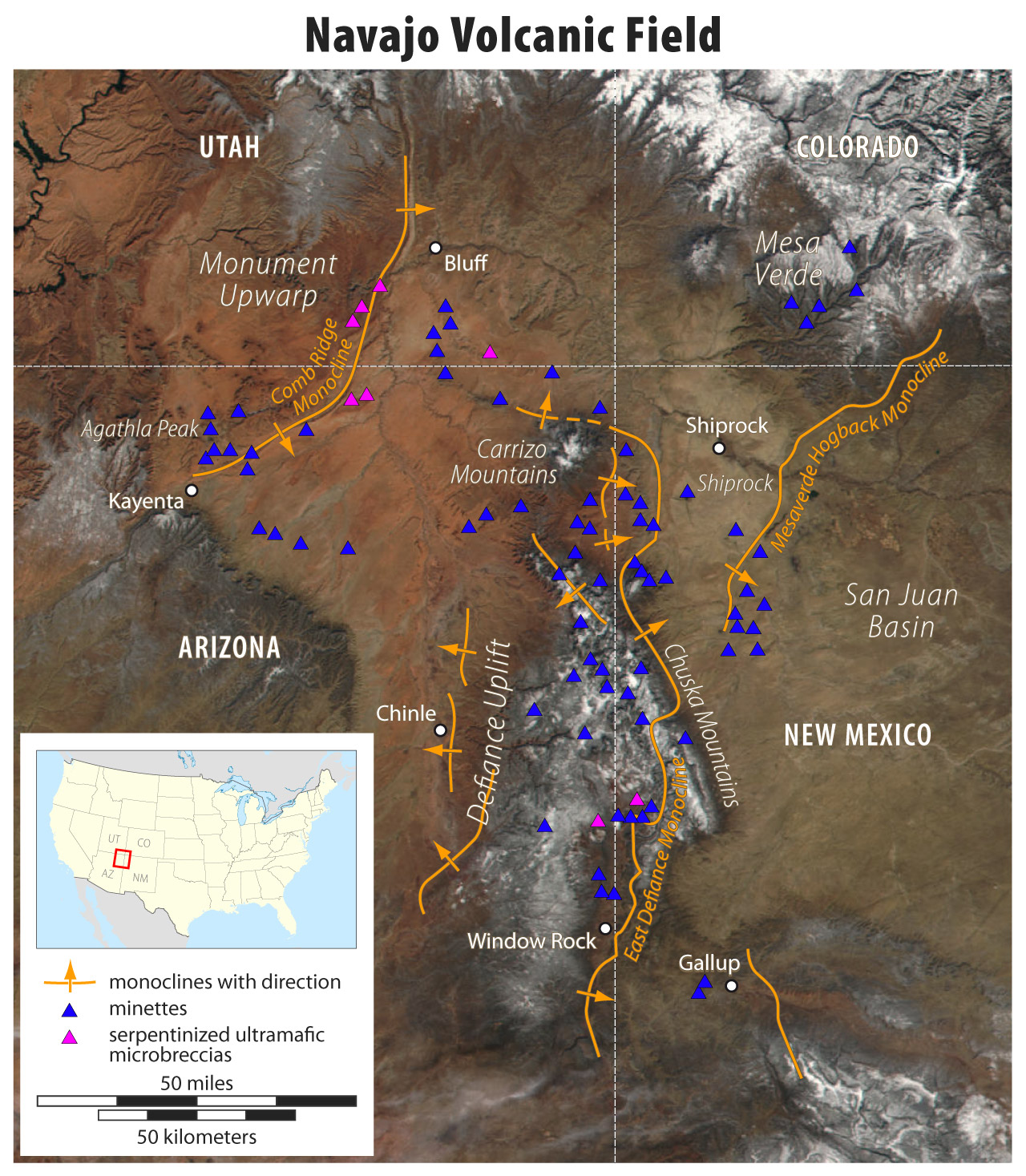
میدان آتشفشان ناواهو با قله آگاتلا

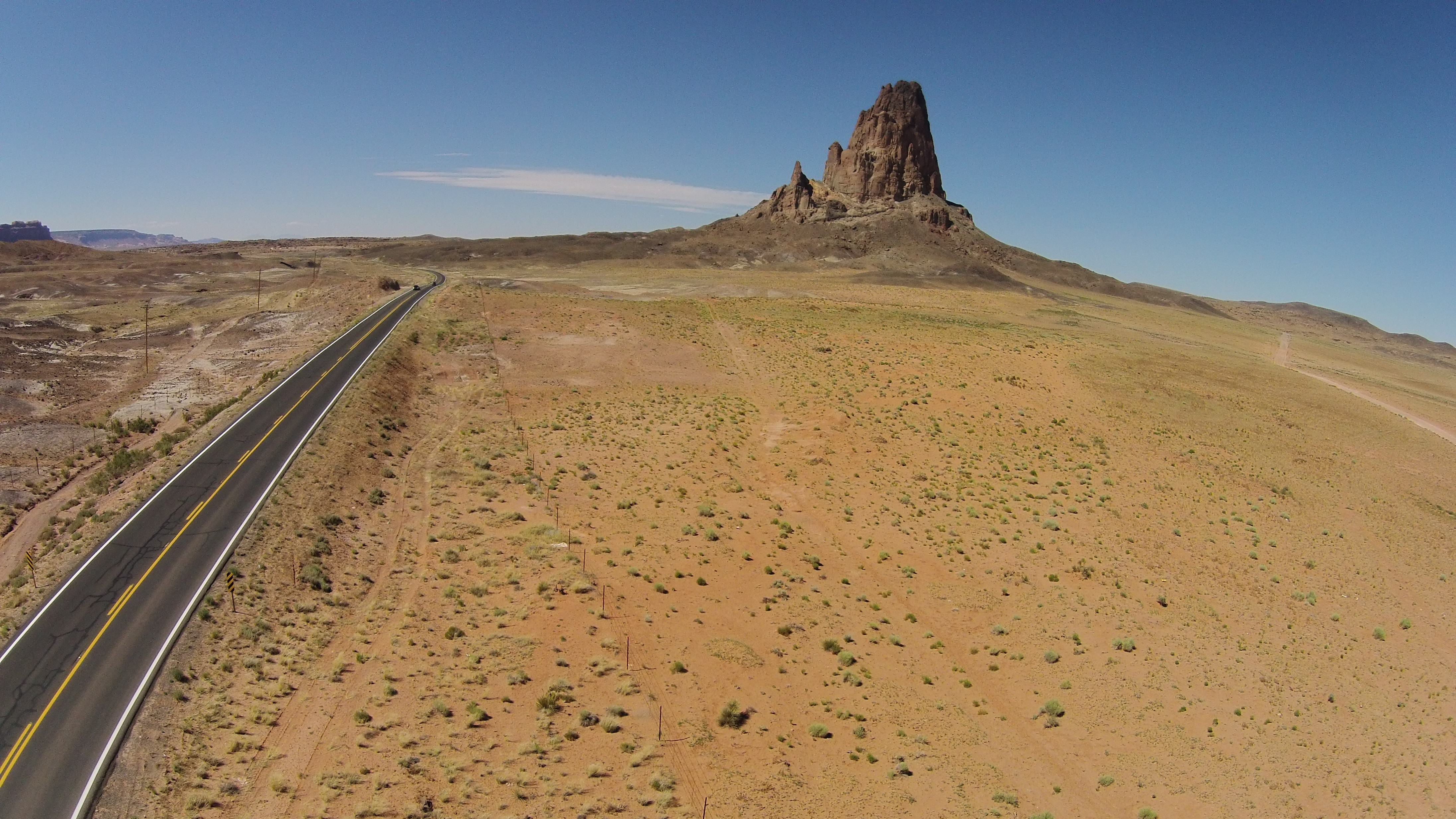
نمای هوایی قله آگاتلا با جاده‌ای به دره بنای یادبود (۱۶۳) در پیش‌زمینه